# 페레스 젭치르치르
페레스 젭치르치르(스와힐리어: Peres Jepchirchir, 1993년 9월 27일~)는 케냐의 육상 선수로 주 종목은 마라톤이다. 2020년 하계 올림픽에서 여자 마라톤 금메달을 획득했다.